# Plesina claripennis
Plesina claripennis là một loài ruồi trong họ Tachinidae.